# FC Pro Vercelli
Football Club Pro Vercelli 1892 este un club de fotbal din Vercelli, Italia, care evoluează în Serie B. Echipa își desfășoară meciurile de acasă pe stadionul Silvio Piola cu o capacitate de 8.000 de locuri.

## Istoric
Istoria Pro Vercelli începe în anul 1892 când s-a fondat Società Ginnastica Pro Vercelli(Societatea de gimnastică Pro Vercelli) și mai târziu în 1903 cu secția sa de fotbal. Primul meci de fotbal susținut de Societa Ginnastica Pro Vercelli a fost împotriva echipei Forza e Costanza la data de  3 august 1903. În 1907 clubul este admis în Serie A, iar în anii următori, "Cămășile Albe" va cuceri șapte campionate italiene de fotbal din 1908 până în 1922: 1908, 1909, 1910–11, 1911–12, 1912–13, 1920–21 și 1921–22.
Introducerea profesionalismului în fotbalul italian și ascensiunea echipelor din orașe industriale și de afaceri mai mari, cum ar fi Milano și Torino, au condus Pro Vercelli la un declin lent, dar continuu. Au jucat pentru ultima oară în Serie A până în prezent în 1934–35 și, în cele din urmă, au retrogradat și din Serie B 1947–48, pornind o perioadă lungă din cele două divizii superioare ale fotbalului italian, retrogradându-se chiar în liga amatorilor a Italiei. Seria D, de mai multe ori. Ei și-au recâștigat definitiv statutul profesionist după ce au câștigat promovarea și Scudetto Dilettanti în sezonul 1993–94.

## Palmares
- Serie A

Campioni (7): 1908, 1909, 1910–11, 1911–12, 1912–13, 1920–21, 1921–22
- Seconda Categoria (precursorul Serie B):

Câștigători (1): 1907
- Serie D:

Câștigători (4): 1956–57, 1970–71, 1983–84, 1993–94
- Scudetto Dilettanti:

Câștigători (1): 1993–94

### Internațional
- Tournoi de Pentecôte du Club Français:

Câștigători (1): 1927

## Lotul curent 2011-2012
| Nr. |          | Poziție | Jucător                                |
| --- | -------- | ------- | -------------------------------------- |
|     | Brazilia | P       | Miranda (on loan from Fiorentina)      |
|     | Italia   | P       | Marzio Dan                             |
|     | Italia   | P       | Alex Valentini                         |
|     | Italia   | F       | Francesco Battaglia                    |
|     | Italia   | F       | Alessandro Ranellucci                  |
|     | Italia   | F       | Alberto Masi                           |
|     | Italia   | F       | Alessandro Armenise                    |
|     | Italia   | F       | Angelo Bencivenga (on loan from Parma) |
|     | Italia   | F       | Stefano Murante                        |
|     | Italia   | F       | Marco Modolo                           |
|     | Italia   | F       | Tommaso Cancellotti                    |
|     | Italia   | F       | Francesco Pigoni                       |
|     | Italia   | M       | Mauro Calvi                            |

| Nr. |                      | Poziție | Jucător                                   |
| --- | -------------------- | ------- | ----------------------------------------- |
|     | Italia               | M       | Davide Nocciola                           |
|     | Italia               | M       | Francesco Gazo                            |
|     | Italia               | M       | Andrea Rosso                              |
|     | Italia               | M       | Donato Disabato                           |
|     | Italia               | M       | Andrea Marconi                            |
|     | Republica Dominicană | M       | Vinicio Espinal                           |
|     | Italia               | A       | Pietro Tripoli (on loan from Varese)      |
|     | Italia               | A       | Stefano Santoni                           |
|     | Italia               | A       | Simone Malatesta (on loan from Parma)     |
|     | Italia               | A       | Matteo Di Piazza                          |
|     | Italia               | A       | Pietro Iemmello (on loan from Fiorentina) |
|     | Italia               | A       | Davide Tonani                             |
|     | Italia               | A       | Gianni Fabiano                            |